# Кам'яниця Массарівська
Кам'яниця Массарівська — будинок № 24 площі Ринок у Львові.

## Історія
Споруджений у XVI ст. Належав Шольцам і називався Гібльовським, а потім, коли Антоніо Массарі одержав його у віно за дружиною, став зватися Массарівським. На пам'ять про А. Массарі в XX ст. на сходах помістили зображення крилатого лева. У другій половині XVII ст. будинок перейшов у власність радника Ґордона, шотландця за походженням (прийняв міське право 1665 р.). У 1707 р. тут тричі зупинявся московитський цар Петро І, коли приїжджав до Львова на переговори з польською шляхтою. Також у цій будівлі він зустрічався з делегацією львівського Ставропігійського (Успенського) братства.
На початку XX ст. будинок реконструювали: додали четвертий поверх, на аттику встановили барельєф (автор 3. Курчинський). У 1946 р. будинок передали Історичному музею. Тут планували влаштувати історичний музей імені Петра І, для чого відселили мешканців чотирьох квартир. Нині тут розміщуються відділи археології та історії середньовіччя.
Перебудови змінили внутрішній вигляд будинку. Але за не багатьма фрагментами, які залишилися на першому поверсі, можна дійти висновку, що він був дуже гарним. У пивниці збереглися залишки гіпокауста.

## Архітектура
Один з найстаріших на площі. Капітально перебудований у стилі Відродження після пожежі 1527 р. Остання перебудова проведена в 1920 р.: аттик був замінений парапетом з барельєфом роботи 3. Курчинського, до цього ж часу відносяться балкон і скульптура над порталом.
Цегляний, оштукатурений, витягнутий у глиб ділянки, чотириповерховий, збереглися старі фундаменти, готичні склепіння і обрамлення вікон першого поверху.